# Lilla Draggen
Lilla Draggen är en sjö i Falu kommun och Rättviks kommun i Dalarna och ingår i Dalälvens huvudavrinningsområde. Sjön har en area på 0,543 kvadratkilometer och ligger 216 meter över havet. Sjön avvattnas av vattendraget Lillälven (Tängerströmmen).

## Delavrinningsområde
Lilla Draggen ingår i det delavrinningsområde (677045-149307) som SMHI kallar för Inloppet i Stora Draggen. Medelhöjden är 247 meter över havet och ytan är 7,52 kvadratkilometer. Räknas de 53 avrinningsområdena uppströms in blir den ackumulerade arean 650,65 kvadratkilometer. Lillälven (Tängerströmmen) som avvattnar avrinningsområdet har biflödesordning 2, vilket innebär att vattnet flödar genom totalt 2 vattendrag innan det når havet efter 283 kilometer. Avrinningsområdet består mestadels av skog (73 procent) och sankmarker (11 procent). Avrinningsområdet har 0,54 kvadratkilometer vattenytor vilket ger det en sjöprocent på 7,2 procent.